# Provincia del Cunene
La provincia del Cunene è una provincia dell'Angola meridionale. Prende il nome dal fiume Cunene. Il capoluogo è Ondjiva (in passato nota come "Vila Pereira d'Eça"), situata presso il confine con la Namibia. Ha una superficie di 89.342 km² ed una popolazione di 965.288 (censimento del 2014).

## Geografia fisica

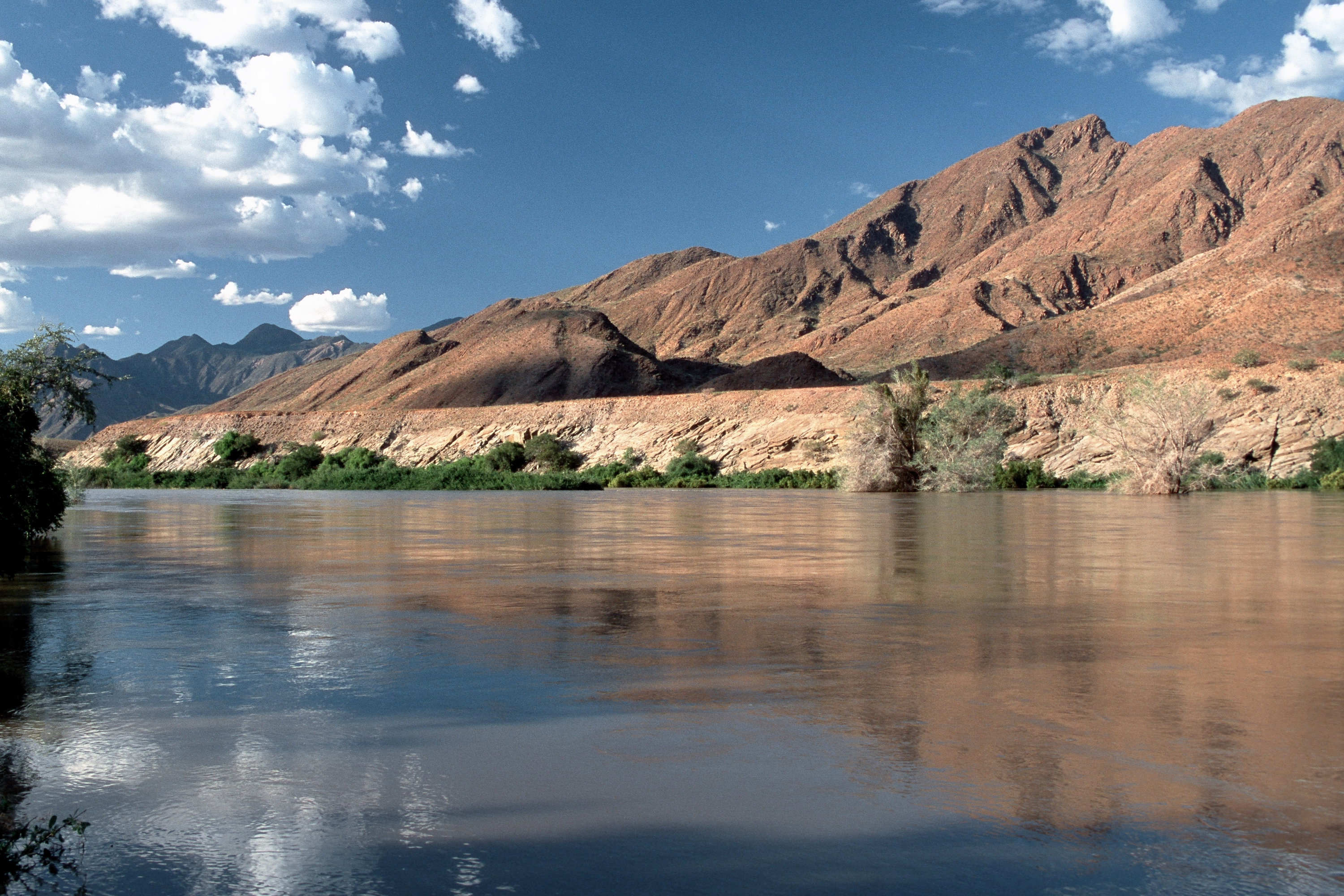
Fiume Cunene

La Provincia del Cunene confina a est con la provincia di Namibe, a nord con la provincia di Huíla, a ovest con quella di Cuando Cubango e a sud con la Namibia.
Morfologicamente è caratterizzata dal territorio dell'altopiano angolano, con un'altezza media di 1000 metri e che supera i 1300 metri nel nord-est. Il fiume principale è il Cunene, da cui la provincia prende il nome, che scorre verso sud-ovest per poi piegare a ovest in prossimità del confine con la Namibia di cui segna il confine per un lungo tratto. L'est è drenato da corsi d'acqua stagionali.
La provincia ospita il parco nazionale di Mupa che nei suoi 660.000 ettari protegge una ricca fauna.

## Geografia antropica
La Provincia di Cunene è suddivisa in 6 municipi e 28 comuni.
Il capoluogo è uno dei comuni.

### Municipi
- Kahama, Kuroka, Kuvelai, Kwanyama, Namakunde, Ombadja.

### Comuni
- Bangula, Cacite, Castilhos, Chitado, Evale, Humbe, Kafima, Kahama, Kalonga, Kuvati, Kuvelai, Môngua, Mukope, Mupa, Namakunde, Naulila, Ombala yo Mungu, Ondjiva, Oximolo, Shiede, Xangongo, Nehone Cafima, Evale, Simporo, Yonde, Xagongo, Oncócua, Otthinjau.